# مایکل فورست
جرالد مایکل چارل بویس (به انگلیسی: Michael Forest) با نام هنری مایکل فورست بازیگر اهل کشور آمریکاست و همچنین در فیلم‌های انیمیشن بسیاری نیز صداپیشه بوده‌است. وی در سال‌های اولیهٔ فعالیت هنری اش بازیگر سینما و تلویزیون بوده‌است.

## قسمتی از فیلم‌شناسی
- محمد رسول‌الله
- دورافتاده
- پاپریکا
- سواری شیرین
- زندگی کینگ کونگ